# Диллон, Мелинда
Мелинда Роуз Диллон (англ. Melinda Rose Dillon, 13 октября 1939[…], Хоп, Арканзас — 9 января 2023, Лос-Анджелес, Калифорния) — американская актриса.

## Биография
Дебютировала на театральной сцене в начале 1960-х, добившись первого успеха после исполнения роли Хони в бродвейской постановке Эдвара Олби «Кто боится Вирджинии Вулф?» в 1962 году, за которую начинающая актриса получила номинацию на «Тони». На киноэкранах Диллон дебютировала в 1969 году в романтической комедии «Апрельские безумства».
В 1977 году была выдвинута на «Золотой глобус» в номинации лучшая дебютантка за роль Мэмфис Сью в биографической драме про жизнь фолксингера Вуди Гатри «На пути к славе». Спустя год Мелинда Диллон получила номинацию на премию Американской киноакадемии за роль Джиллиан Гуилер, матери похищенного инопланетянами ребёнка, в фантастическом фильме Стивена Спилберга «Близкие контакты третьей степени». В том же году на экраны вышла комедия «Удар по воротам», в котором актриса снялась с Полом Ньюманом. Вместе с ним она вновь появилась на экранах в 1982 году в картине «Без злого умысла», которая принесла ей вторую номинацию на «Оскар».
В 1983 году Диллон показа себя в качестве талантливой комедийной актрисы в экранизации классической сказки «Рождественская история». В 1987 году актриса сыграла роль Нэнси Хендерсон в киноверсии популярного в 1980-х сериала «Гарри и Хендерсоны». В 1990-е она продолжала активно сниматься и играть в театре, появившись в картинах «Повелитель приливов» (1991), «Вонгу Фу, с благодарностью за всё! Джули Ньюмар» (1995) и «Магнолия» (1999). На 2012 год намечен выход драмы «В поисках друга для конца света», в которой актрисы исполнил роль Роуз.
Мелинда Диллон жила уединённо, и о её личной жизни известно мало. С 1963 по 1978 год она была замужем за актёром Ричардом Либертини, от которого родила сына.
Скончалась 9 января 2023 года.